# Grand Prix moto de Styrie
 (juin 2020).
Si vous disposez d'ouvrages ou d'articles de référence ou si vous connaissez des sites web de qualité traitant du thème abordé ici, merci de compléter l'article en donnant les références utiles à sa vérifiabilité et en les liant à la section « Notes et références ».
Le Grand Prix moto de Styrie est une épreuve de vitesse moto qui fait partie du Championnat du monde de vitesse moto en 2020 et en 2021.
La compétition a lieu sur le circuit de Spielberg.

## Vainqueurs
| Saison | Circuit   | Moto3                  | Moto2                   | MotoGP                | Rapport   |
| ------ | --------- | ---------------------- | ----------------------- | --------------------- | --------- |
| 2021   | Spielberg | Pedro Acosta (KTM)     | Marco Bezzecchi (Kalex) | Jorge Martin (Ducati) | Résultats |
| 2020   | Spielberg | Celestino Vietti (KTM) | Marco Bezzecchi (Kalex) | Miguel Oliveira (KTM) | Résultats |